# Micrathyria longifasciata
Micrathyria longifasciata – gatunek ważki z rodziny ważkowatych (Libellulidae). Występuje na terenie Ameryki Południowej.